# Bislett

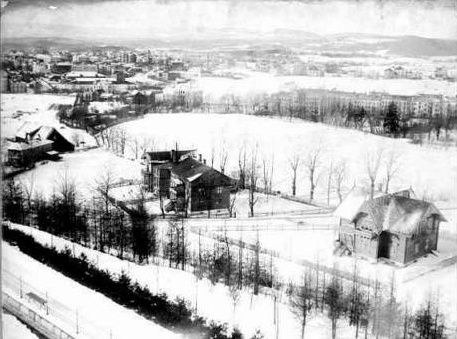
Bislett sett från St. Hanshaugen 1890. I förgrunden ses Louises gate 28, 30 och 34

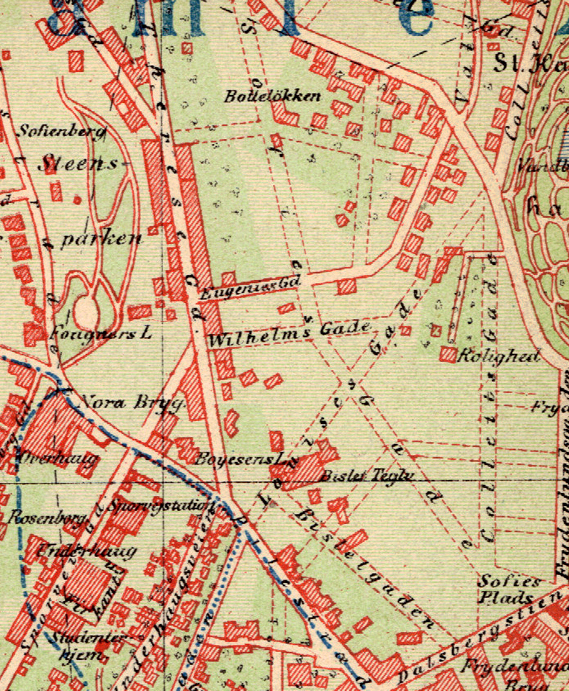
Karta över Bislett, ca. 1900

Bislett (äldre skriftform Bislet, lokalt uttal med "sj") är en stadsdel i Oslo innerstad,  mellan Homansbyen, Fagerborg, Bolteløkka, St. Hanshaugen och Pilestredet park (det tidigare Rikshospitalet).
Utanför Norge är stadsdelen mest känd för Bislett stadion, platsen för de årliga internationella friidrottstävlingarna Bislett Games.

## Historia
Namnet kommer från "byløkken" eller landeriet Bislet, på 1600-talet skrivet "Bisaalit". Namn av denna typ går som regel tillbaka på gamla värdshus; detta stämmer väl överens med att "Bisaalit" låg vid den gamla landsvägen mellan Gamle Akers kyrka och Frogner.
Under andra hälften av 1800-talet blev jordbruksfastigheten avstyckad. Bland annat anlades ett tegelbruk. Tegelbrukstomten köptes 1898 av kommunen och användes till idrottsplats, nuvarande Bislett stadion. Den ursprungliga huvudbyggnaden revs, då Bislet-badet byggdes 1920.

## Bebyggelse
Bislett är idag ett bostadsområde med bebyggelse från slutet av 1800-talet till mitten av 1900-talet. Runt Bislett stadion dominerar funkis och nyklassicism. Bislett har också varit ett industriområde. Söder om stadion låg tidigare Frydenlund Bryggerier, numera Oslo storstadsuniversitet och Langaards tobaksfabrik.

## "Bislett-Marsjen"
"Bislett-Marsjen" skrevs av Sverre Frøland. Den spelades in i Oslo 1949 av Bjølsen Ungdomskorps under musikkløytnant Lorang Andresen. Marschen gavs ut på 78-plattan HMV AL 2990.